# Јастог (филм)
Јастог (енгл. The Lobster) дистопијски је филм из 2015. грчког редитеља Јоргоса Лантимоса, који је уједно и његов први пројекат на енглеском језику.

## Радња
Радња је смештена у блиску будућност у којој, према закону Града, сви самци бивају ухваћени и смештени у Хотел. У Хотелу сви имају исти задатак: у року од 45 дана треба да пронађу одговарајућег партнера. Ако не успеју у томе, бивају претворени у животиње према властитом избору и пуштени у Шуму. Главни лик филма, очајни Дејвид, бежи из Хотела у Шуму где живе Усамљени те се, насупрот њиховим законима, заљубљује у једну припадницу њихове дружине.

## Улоге
| Глумац              | Улога                |
| ------------------- | -------------------- |
| Колин Фарел         | Дејвид               |
| Рејчел Вајс         | Кратковида жена      |
| Џесика Барден       | Жена крвавог носа    |
| Оливија Колман      | Менаџерка Хотела     |
| Ешли Џенсен         | Жена са бисквитима   |
| Аријана Лабед       | Собарица             |
| Анџелики Популиа    | Безосећајна жена     |
| Џон Си Рајли        | Човек шушкавог гласа |
| Леа Седу            | Вођа Усамљених       |
| Мајкл Смајли        | Усамљени пливач      |
| Бен Вишо            | Шепавац              |
| Роџер Ештон-Грифитс | Доктор               |
| Јуан Макинтош       | Чувар Хотела         |